# Pier Antonio Bernabei
Pour les articles homonymes, voir Bernabei.
Pier Antonio Bernabei surnommé Della Casa (Parme, 13 mai 1567 - Parme, 1630) est un peintre italien baroque de l'école de Parme.

## Biographie
Pier Antonio Bernabei a passé sa jeunesse à Bologne où il s'inspira du Corrège. En 1595 il rentra à Parme.
Son premier travail connu remonte à l'an 1602, il s'agit de fresques pour l'église paroissiale de San Martino à Arola (aujourd'hui détruite). 
En 1610 il peignit à fresque la coupole de l'église San Martino à Traversetolo Assomption de la Vierge (encore visible, mais en mauvais état).
Il participa aux travaux du Teatro Farnese (sous la direction de Lionello Spada).
Son œuvre majeure est la réalisation de la fresque Vue du Paradis sur la coupole de l'église de Santa Maria del Quartiere (1626-1629).
Il réalisa de nombreuses retables pour les églises de Parme.

## Œuvres
- Assomption de la Vierge (1610), église San Martino à Traversetolo.
- Vue du Paradis (1626-1629), église de  Santa Maria del Quartiere, Parme.
- Saint Paul, église San Quintino, Parme.
- Crucifixion avec la Vierge et saints, huile sur toile de 250 × 200 cm, Pinacothèque Stuard, Parme.
- Fresques de l'église Santa Maria degli Angeli de Parme